# Liste der Monuments historiques in Féy
Die Liste der Monuments historiques in Féy führt die Monuments historiques in der französischen Gemeinde Féy auf.

## Liste der Objekte
| Bezeichnung              | Beschreibung                               | Standort                                 | Kennzeichnung | Schutzstatus | Datum | Bild |
| ------------------------ | ------------------------------------------ | ---------------------------------------- | ------------- | ------------ | ----- | ---- |
| Skulptur Heiliger Rochus | aus der ersten Hälfte des 19. Jahrhunderts | in der Kirche St-Pierre-aux-Liens (Lage) | PM57001093    | Inscrit      | 2010  |      |